# Coluzea altocanalis
Coluzea altocanalis är en snäckart som beskrevs av Dell 1956. Coluzea altocanalis ingår i släktet Coluzea och familjen Turbinellidae. Inga underarter finns listade i Catalogue of Life.